# 卡泰丽娜·班蒂
卡泰丽娜·班蒂（義大利語：Caterina Banti，1987年6月13日—），意大利女子帆船运动员。她曾代表意大利参加2020年夏季奥林匹克运动会帆船比赛，搭档鲁杰罗·蒂塔获得混合双人诺卡拉17型金牌。